# Trận Anegawa
Trận Anegawa (姉川の戦い Anegawa no Tatakai,  trận Tỷ Xuyên) 1570 là hệ quả của cuộc vây hãm Odani (thuộc về gia tộc Azai)và Yokoyama (thuộc về gia tộc Asakura) của Oda Nobunaga. Nó còn được gọi là trận Nomura (野村合戦 Nomura Kassen trận Dã Thôn) giữa gia tộc Oda và gia tộc Azai và trận Mitamura (三田村合戦 Mitamura Kassen trận Tam Điền Thôn) với gia tộc Asakura.
Các chiến binh phá vây khỏi lâu đài, trận đánh trở thành một cuộc hỗn chiến ở giữa khúc sông cạn. Lúc đầu, quân đội Nobunaga giao chiến với quân nhà Azai, trong khi các binh sĩ của Tokugawa chiến đấu với nhà Asakura cách đó không xa về phía thượng nguồn.
Sau khi quân Tokugawa đánh bại quân Asakura, họ quay lại và đánh thốc vào cánh phải quân Azai. Inaba Ittetsu, chỉ huy quân dự bị, tiến lên đánh vào cánh trái quân Azai. Nhiều quân đang bao vây Yokoyama thậm chí bỏ vị trí của mình để đến tiếp ứng. Quân hai nhà Azai và Asakura nhanh chóng bị đánh bại.
Có lẽ điều thú vị là Nobunaga đã sử dụng 500 tay súng hỏa mai trong trận này. Ông nổi tiếng vì chiến thuật sử dụng các vũ khí hiện đại, nhưng sẽ tự mình phải nếm thử sự lợi hại của chiến thuật sử dụng súng hỏa mai trong Cuộc vây hãm Ishiyama Honganji của ông cùng năm đó.
Trong khi đó, không có nguồn đáng tin cậy nào còn tồn tại để tái hiện lại trận đánh. Trận Anegawa được mô tả một cách chói lọi trong những cuốn sách được biên soạn vào giữa hay cuối thời đại Edo. Phần lớn chúng là các tác phẩm văn học. Nguồn có giá trị duy nhất là "Shinchokoki" mô tả nó rất sơ lược mà không có một chú ý nào về các chiến thuật liên quan và các chi tiết của trận đánh.

## Trong văn hóa đại chúng
Trận đánh đã được mô tả trong tất cả các game thuộc seri Samurai Warriors. Tuy nhiên, vì Azai Nagamasa là một nhân vật chơi được trong Samurai Warriors 2,ngược lại với game đầu tiên khi ông chỉ là một nhân vật đặc biệt những không chơi được, nên trận đánh có tầm quan trọng lớn.

## Link liên quan
Thời kỳ:Sengoku